# San Francisco Bay Blues
San Francisco Bay Blues – album koncertowy Elvisa Presleya, składający się z utworów nagranych w San Francisco 28 listopada 1976 r. Presley miał na sobie King of Spades suit. Album został wydany w 2011 roku.

## Lista utworów

### CD 1
1. "2001"
2. "See See Rider"
3. "I Got a Woman – Amen"
4. "Love Me"
5. "If You Love Me"
6. "You Gave Me a Mountain"
7. „Jailhouse Rock”
8. "It’s Now or Never"
9. "All Shook Up"
10. "Teddy Bear – Don’t Be Cruel"
11. "And I Love You So"
12. "Fever"
13. "America the Beautiful"
14. "Introductions"
15. "Early Morning Rain" (nie z tego show)
16. "What’d I Say"
17. "Johnny B. Goode"
18. "Drum Solo" (Ronnie Tutt)
19. "Bass Solo" (Jerry Scheff)
20. "Piano Solo" (Tony Brown)
21. "Electric Piano and Clavinet Solo" (David Briggs)
22. "Love Letters"
23. "Introductions"
24. "School Days"
25. "Hurt"
26. "Hound Dog" (niekompletny)

### Bonus
"America the Beautiful", "Polk Salad Annie", "Hurt"